# Plectris intermixta
Plectris intermixta är en skalbaggsart som beskrevs av Frey 1967. Plectris intermixta ingår i släktet Plectris och familjen Melolonthidae. Inga underarter finns listade i Catalogue of Life.